# بوید (مریلند)
بوید (به انگلیسی: Boyds) یک منطقهٔ مسکونی در ایالات متحده آمریکا است که در مریلند واقع شده‌است. بوید ۱۰٬۴۶۰ نفر جمعیت دارد.